# Льенар, Альфред Мари
Альфред-Мари Льенар (фр. Alfred-Marie Liénard; 2 апреля 1869 — 28 апреля 1958) — французский физик и инженер, приобрёл известность в научном мире благодаря открытию в 1898 году независимо от Эмиля Иоганна Вихерта выражения потенциалов Льенара — Вихерта.

## Биография
В 1887 году Альфред-Мари поступил в Политехническую школу где проучился до 1889 года, а с 1889 по 1892 год получал образование в Горной школе Парижа. С 1892 по 1895 год он работал горным инженером в Валенсии, Марселе, а также в Анже. В 1895 году устраивается работать в Горную школу Сент-Этьена, а в 1908—1911 годы становится профессором электротехники при Парижской горной школе.
Во время Первой мировой войны Альфред-Мари Льенар служил во французской армии.
Льенар работал в областях электричества, магнетизма и механики. В 1898 году (за два года до Эмиля Вихерта) Альфред-Мари Льенар вывел простое лоренц-инвариантное выражение для потенциалов поля, в дальнейшем получившее название потенциалов Льенара — Вихерта. Альфред Мари также исследовал проблемы, связанные с эластичностью и прочностью материалов, писал статьи и научные работы на данные темы, и работал в сфере термо- и гидродинамики.
Альфред-Мари Льенар был командором ордена Почетного легиона, а также занимал должности вице-президента Французского общества электриков и президента Французского математического общества.

## Награды
- Командор ордена Почетного легиона
- Премия Вайана (Prix Vaillant) Французской академии наук, 1911
- Премия Понселе Французской академии наук, 1929